# Ерзянски език
Ерзянският език е един от двата главни мордовски езика. Няма точни данни за броя говорещи ерзянски, а броят им намалява постоянно поради разпространението на руския език сред народа на Мордовия.

## Писменост
Използва се руската кирилица без допълнителни букви.

## Особености
- Малък брой гласни звукове за разлика от останалите угро-фински езици: /a/, /e/, /i/, /o/, /u/, които са кратки.
- Липса на дифтонги.
- Свободно ударение за разлика от останалите угро-фински езици.
- Има 11 падежа.
- Окончанията за притежание се различават от тези в мокшанския език.

## Влияние на други езици

### Индоиранско влияние
Ерзяните са имали отдавна контакти с древното ираноезично население, обитавало територията на Южна Русия. От тези ирански езици са заети думи като: Эрзянь (етническо самоназвание) (< иран. *arzunah ~ санскр. arjunaś „светъл, бял“), азор „господар“ (< праиндоиран.: санскр. asuraś „бог, господар“), верьгиз „вълк“ (< иран.: санскр. vrkaś), вирез „агне“, кшни „желязо“ (праморд. *kertńi < иран. *kārt-: авест. karetah „нож“), кудо „къща“, медь „мед“, мирде „съпруг“, одар „виме“ (< праиндоиран.: санскр. ūdhar), Паз „бог“ (< иран. bhagah), сырне „злато“ (авест. zaraniiah), сядо „сто“, узере „брадва“.

### Балтийско влияние
В ерзянски има и малък брой заемки от балтийските езици, което свидетелства за търговски връзки с балтоезично население, например: суро „просо“ (лит. sora – възможен е и обратен път на заемане), пурцуз „прасе“ (< лит. paršas), кардаз „двор“ (< лит. gardas), муськемс „мия“ (< лит. mazgoti „мия“).